# Macrobio Plotino Eustazio
Macrobio Plotino Eustazio (in latino Macrobius Plotinus Eustathius) fu un politico romano, praefectus urbi di Roma nel 461/5, probabilmente figlio dello scrittore Ambrogio Teodosio Macrobio.

## Identificazione
Delle tessere bronzee quadrate con iscrizioni in argento e di provenienza ignota attestano l'esistenza di un praefectus urbi di nome Plotinus Eustathius nel periodo in cui Ricimero tenne il rango di patricius, ovvero tra il 457 (anno in cui gli fu conferito) e il 472 (anno in cui morì).
È stata spesso proposta la sua identificazione con l'Eustazio figlio di Macrobio, a cui l'autore dedicò sia i Saturnalia sia i Commentarii in Somnium Scipionis; il fatto che Macrobio considerasse Plotino il più grande filosofo insieme a Platone rende verosimile che suo figlio avesse ricevuto il nome di Plotino.
La scoperta di una nuova iscrizione proveniente da Roma, in cui il nome del praefectus è dato come Macrobio Plotino Eustazio, ha dato nuova forza a questa ipotesi; se la dedica di Macrobio padre fosse stata vergata negli anni 430 per un figlio ancora bambino, il Macrobio praefectus urbi avrebbe potuto avere quarant'anni negli anni 460 e dunque essere dell'età giusta per tenere quella magistratura. Inoltre avrebbe potuto avere un figlio, Macrobio Plotino Eudossio, che negli anni 480 fosse ventenne e amico di quel Quinto Aurelio Memmio Simmaco console del 485 con cui Plotino Eudossio revisionò il testo del Commentarium del nonno Ambrogio Teodosio. La nuova iscrizione attesta che Macrobio Plotino Eustazio si occupò di spostare a proprie spese delle statue antiche da luoghi ormai desolati e nascosti in zone più in evidenza.